# Tworóg (gemeente)
De gemeente Tworóg is een landgemeente in het Poolse woiwodschap Silezië, in powiat Tarnogórski.
De zetel van de gemeente is in Tworóg.

## Omgeving
De gemeente ligt in powiat Tarnogórski en grenst aan de steden:
- Tarnówskie Góry, Lubliniec

en de gemeenten:
- Krupski Młyn, Zbrosławice (powiat Tarnogórski)
- Wielowieś (powiat Gliwicki)
- Koszęcin (powiat Lubliniecki)

## Plaatsen
De volgende plaatsen liggen op het grondgebied van de gemeente:
- Boruszowice (sołectwo)
- Brynek (sołectwo)
- Hanusek (sołectwo)
- Koty (sołectwo)
- Mikołeska (sołectwo)
- Nowa Wieś Tworoska (sołectwo)
- Połomia (sołectwo)
- Świniowice (sołectwo)
- Tworóg (sołectwo, dorp)
- Wojska (sołectwo)

## Oppervlakte gegevens
In 2002 bedroeg de totale oppervlakte van gemeente Świerklaniec 124,92 km², waarvan:
- agrarisch gebied: 20%
- bossen: 70%

De gemeente beslaat 19,44% van de totale oppervlakte van de powiat.

## Demografie
Stand op 30 juni 2004:
| Omschrijving                   | Totaal | Totaal | Vrouwen | Vrouwen | Mannen | Mannen |
| ------------------------------ | ------ | ------ | ------- | ------- | ------ | ------ |
| eenheid                        | aantal | %      | aantal  | %       | aantal | %      |
| inwoners                       | 8 157  | 100    | 4119    | 50,5    | 4038   | 49,5   |
| bevolkingsdichtheid (inw./km²) | 65,3   | 65,3   |         |         |        |        |

In 2002 bedroeg het gemiddelde inkomen per inwoner 1 240,61 zł.